# Dorian Bylykbashi
Dorian Bylykbashi (ur. 8 sierpnia 1980 w Elbasanie) – albański piłkarz występujący na pozycji napastnika.

## Kariera piłkarska

### Kariera klubowa
Dorian Bylykbashi swoją karierę rozpoczął w KS Elbasani. W 1999 roku przeniósł się do Vllaznii Szkodra. Po dwóch latach gry w klubie z Szkodry powrócił do swego macierzystego klubu. Dla którego w sumie zagrał w 70 spotkaniach, zdobywając 16 bramek. Kolejnym klubem w karierze Doriana Bylykbashi było Partizani Tirana, w którym wiodło mu się znakomicie, co zaowocowało transferem do znacznie silniejszego klubu – ukraińskiego Krywbasa Krzywy Róg.

### Kariera reprezentacyjna
W reprezentacji Albanii zadebiutował w 2006 roku. Dotychczas w swojej kadrze narodowej zagrał 12-krotnie.